# 第一次マズーリ湖攻勢
第一次マズーリ湖攻勢（だいいちじマズーリここうせい）とは、第一次世界大戦初期におけるドイツ軍の東部戦線での攻勢である。ドイツはロシア第1軍を全戦線にて押し返し、ロシア軍を潰走させ、ロシア軍をドイツから全て追い返した。ドイツの更なる前進はロシア第10軍のドイツ軍左翼への到着を遅らせた。一週間前に起きたタンネンベルクの戦いほど壊滅的な敗北ではなかったが、それでもロシア軍の計画を1915年春まで遅らせた。

## 背景
レンネンカンプ率いるロシア第1軍はロシア国境からケーニヒスベルクへとむかって西進し、作戦の初期段階ではこれは成功した。この間ロシア第2軍は南へと進軍し、一部の地域をドイツ本国から切り離そうとした。しかしヒンデンブルクの参謀であったマックス・ホフマン大佐はロシア第1軍と第2軍の間での連携が取れていないことを察知し、第2軍の包囲のために戦力を集結させた。ホフマンの計画は速やかに行われ、第2軍は殲滅された。この戦いが1914年8月26日から30日に行われたタンネンベルクの戦いである。
タンネンベルクにおいてドイツはロシア軍の反撃を受ける可能性があったが、ロシアの司令官同士の不仲が第2軍救出のチャンスを無くしてしまった。第2軍の司令官であったサムソノフはレンネンカンプと奉天会戦でのロシア軍の敗走中に敗戦の責任を巡って殴りあったことがあった。サムソノフがドイツ軍の包囲行動の開始に気付いた時、レンネンカンプに救援を求めたがレンネンカンプは急いでカバーに回ろうとせず、第1軍は数十km離れた地点で孤立した。ドイツ軍の反撃が開始された時になってようやくレンネンカンプは急いで救援に向かおうとしたが、それは既に遅すぎた。
8月29日にサムソノフは自殺し、8月30日までに戦闘は終わった。この時レンネンカンプの救援部隊であった第2軍団は包囲網から70kmも離れた地点にいた。第2軍を救出しようと南方へ部隊を送ったために、この部隊はケーニヒスベルクの東にいる部隊から離れてしまい、孤立してしまった。ドイツ第8軍による西からの攻撃は第1軍全軍を側面に晒すことになり得た。もちろんドイツ軍はその時点では非常に離れた時点にいたが、ドイツは鉄道によって広範な地域に瞬時に移動することができた。
8月31日タンネンベルクを失ったことで、レンネンカンプはドイツ軍の攻撃に耐えるように命じた。レンネンカンプは第1軍が広範囲に分散し過ぎたと理解していたので北方ではケーニヒスベルクの戦線から撤退し、南ではマズーリ湖の方へと撤退するように命じた。

## 戦闘

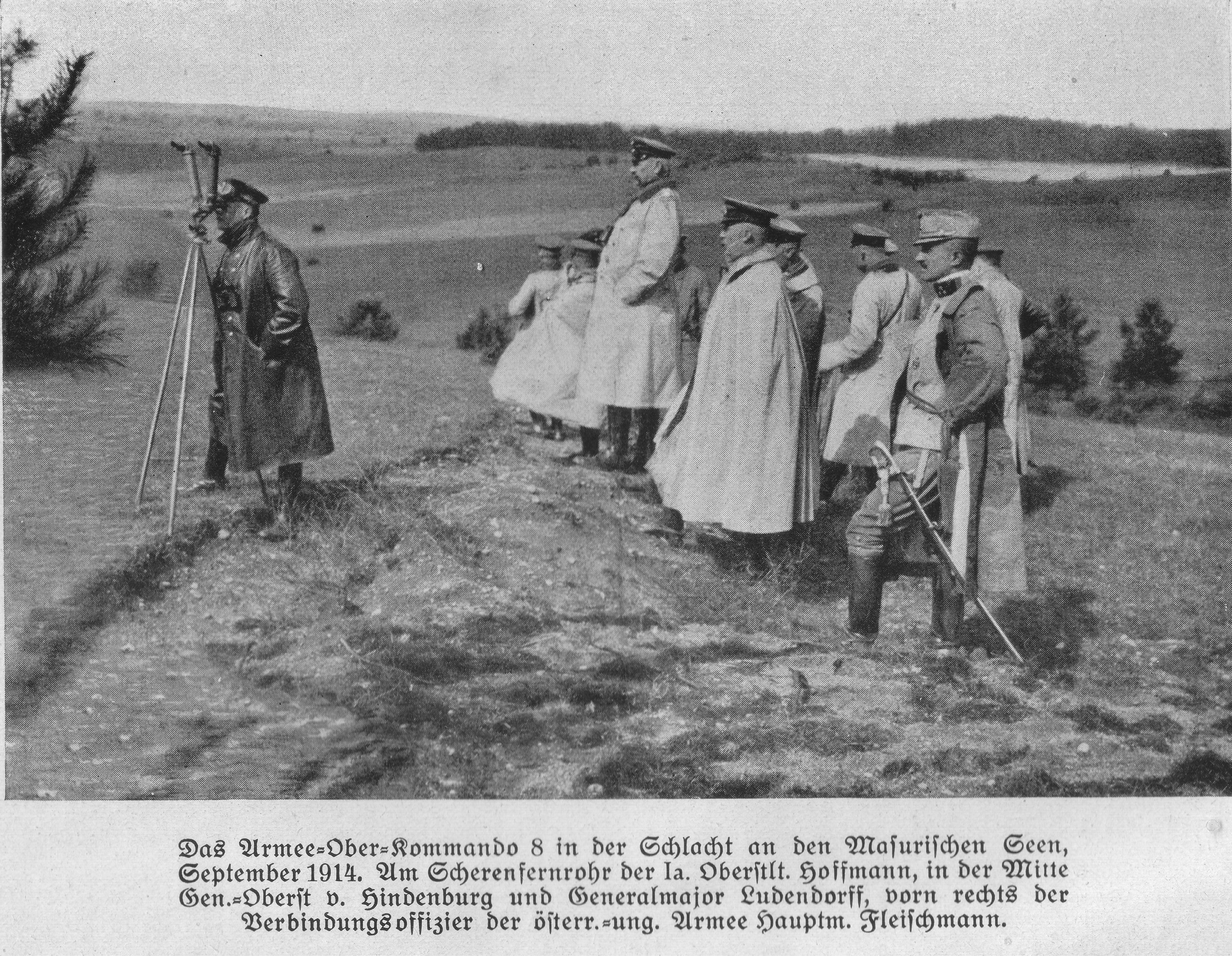
第一次マズーリ湖攻勢中のドイツ第8軍

ドイツ軍による第二軍の残党の殲滅は9月2日までに終わっており、パウル・フォン・ヒンデンブルクはレンネンカンプの前線へ向かうために部隊をすぐに移動させ始めた。ロシア軍右翼はケーニヒスベルク周辺にて広範囲で防御態勢をとっており、ドイツ軍は部隊を安全に移動することができた。さらに西部戦線から新たに1個軍団が到着する。開戦して初めてドイツ軍は数の上で優位となった。そしてヒンデンブルクはレンネンカンプのように新しく届いた部隊を戦線の北端へと動かし、南への攻勢を計画した。レンネンカンプと違ったのはヒンデンブルクがインステルブルクの全ての前線を覆うだけでなく、更なる予備兵力を保有していたことであった。彼は最も優秀な部隊であった第1軍団と第17軍団を戦線の南である湖の中央近くへと輸送し、第三予備師団をレンネンカンプの戦線の南端から48kmの地点に配備した。
ヒンデンブルクの南方の師団は9月7日に攻撃を開始し、次の日から戦闘が始まった。9月8日には北部のドイツ軍は東へと整然と撤退するロシア軍を1日中攻撃していた。しかし南の状況はさらに悪化していた。ドイツ第17軍団がロシア第2軍と交戦したが、数の上で劣っていた。第2軍はその日の終わりまではドイツの側面攻撃、すなわち包囲行動からかろうじて左翼を保持し続けた。
しかし翌日、第17軍団の援軍として第1軍団が到着するとロシア軍に勝利の可能性はなくなった。17軍団は側面から回り込み第2軍に対して包囲しようとしていた。一方第3予備師団はロシア第22軍団と南で交戦しており、ロシア第22軍団を南東へと後退させた。ドイツ軍はロシアに戦線を立て直す余裕を与えず、北方でも南方でも進軍し続けた。この進撃によってロシア軍は孤立したが、まだ東に撤退して新たに戦線を立て直すチャンスはあった。
11日以降ドイツ側に有利に戦況が変わった。9月11日、ロシア軍が北方で南からの側面攻撃によりインステルブルク方面へと押し返される。このときに包囲が完成する可能性が発生した。そこでレンネンカンプは強力な予備兵力が控えているロシア国境へと撤退するように命じた。この命令は素早く実行され、ロシア軍はヒンデンブルクの包囲完成の罠から逃れることに成功した。一方、ドイツの司令官は両翼に大して素早く進軍するように命じたが、ロシアの反撃の噂が流れたために半日の間攻撃を控え、その隙にロシアは東方に逃げることができた。ロシアは翌日グンビンネンに到着し、13日にはシュタルペーネンに到着した。こうして第1軍の残存兵は安全な彼らの駐屯地へと撤収できた。なお、同様にドイツ第10軍もロシア軍を押し返した。ドイツ軍の損害は70,000人に対して、ロシア軍の損害は100,000人の死傷者と45,000の捕虜を出した。

## 結果
第8軍は第2軍を完全に殲滅し、第1軍に致命傷を与えることでロシア軍をドイツから全て叩き出すという歴史上でも最も驚異的な勝利を遂げた。その間、新しいドイツの軍団は分散した第2軍の残党を殲滅するために安全に移動することができ、ドイツ第9軍は新たに南西で戦線を形成しつつあった。ドイツは間もなく数の優位を保った上でロシア軍と対峙することができるようになった。
しかし東部戦線での優位は多くの代償の上にもたらされた。新たに到着した軍団は西部戦線から引き抜かれたもので、マルヌ会戦はその軍団を使わずに戦わなければならなくなった。またこの戦いでドイツが得た地域は9月25日から9月28日のロシア軍による反撃に失われた。
さらにドイツは戦略的な勝利を達成したが、東部戦線の主な戦いは南方で行われていたオーストリア＝ハンガリー帝国とロシアの戦線であり、こちらの戦線ではロシアは優位を保っており、オーストリア＝ハンガリー軍は敗走した。ドイツおよびオーストリア＝ハンガリー帝国がロシア軍を後退させてポーランド及びガリツィアから追い出したのは次の年であった。

## 関連事項
- タンネンベルクの戦い（1914年）
- プシェムィシル包囲戦
- 第二次マズーリ湖攻勢